# Punch (serie de televisión)
Punch (en hangul, 펀치) también conocida en español como Golpe, es una serie de televisión surcoreana emitida entre 2014-2015 y protagonizada por Kim Rae Won, Kim Ah Joong, Cho Jae Hyun, Seo Ji Hye y Ohn Joo-wan.
Fue transmitida por Seoul Broadcasting System, desde el 15 de diciembre de 2014 hasta el 17 de febrero de 2015, finalizando con una longitud de 19 episodios al aire las noches de los días lunes y martes a las 21:55 (KST). Fue escrita por Park Kyung Soo, quien anteriormente estuvo tras las producciones The Chaser y Empire of Gold.

## Argumento
La serie retrata un registro de los últimos seis meses de la vida de Park Jung Hwan. Él es el jefe del equipo de investigación que lucha contra la corrupción en la Oficina Suprema de la fiscalía. Para llegar a su posición, Jung Hwan hizo compromisos para lograr lo que él consideraba como el mayor bien, aunque eso significaba perder parte de su alma en el proceso. Pero cuando se le diagnosticó un tumor maligno en el cerebro y se le informó que sólo tiene seis meses de vida, lo que hace que Jung Hwan reexamine sus opciones de vida.
Él decide buscar la justicia a cualquier precio, incluso si eso significa sacrificar su vida. Este es su último intento de hacer las cosas bien, un golpe final contra un torcido mundo y su principal objetivo está trayendo abajo a su jefe, el fiscal general Lee Tae Joon, cuya amistoso rostro público, cubre sus costumbres sin escrúpulos y su rampante corrupción.
Quien ayuda a Jung Hwan en su búsqueda es su exesposa, Shin Ha Kyung, una fiscal idealista del Distrito de Seúl, que escogió su profesión para tener una carrera de derecho lucrativo. Se divorció de Jung Hwan, porque estaba obsesionada con la ambición y nunca tenía tiempo para el y su hija Ye Rin, pero eso no significa que ella no tenía que todavía cuidar de él, aunque su preocupación estaba mezclado con resentimiento.

## Reparto

### Principal
- Kim Rae Won como Park Jung Hwan.
- Kim Ah Joong como Shin Ha Kyung.
- Jo Jae Hyun como Lee Tae Joon.

### Secundario
Cercanos a Jung Hwan
- Seo Ji Hye como Choi Yeon Jin.
- Song Wook Sook como Madre de Jung Hwan.
- Lee Young Eun como Park Hyun Sun.
- Kim Ji Young Park Ye Rin.

Cercanos a Ha Kyung
- Choi Myung Gil como Yoon Ji Sook.
- Ohn Joo-wan como Lee Ho-sung.
- Lee Han-wi como Oh Dong-choon.
- Kim Eung Soo como Jung Gook Hyun.

Cercanos a Tae Joon
- Park Hyuk-kwon como Cho Kang-jae, un fiscal.
- Lee Ki Young como Lee Tae Sub.
- Jung Dong Hwan como Kim Sang Min.

### Otros
- Lim Hyun Sung como Seo Dong Hoon.
- Jang Hyun-sung como Jang Min-seok.
- Park Jung Woo como Kim Sung Chan.
- Kim Ik Tae como Lee Won Suk.
- Lee Joong Moon.
- Ki Yeon Ho.
- Lee Jong Goo.
- Lee Suk Goo.
- Min Sung Wook.
- Yang Joo Ho.
- In Sung Ho.
- Jung Hyun Suk.
- Kang Ha Neul.
- Jang Joon Ho.
- So Hee-jung como la esposa del conductor de autobús.
- Jung Byung Ho.
- Kwon Hyung Joon.
- Kim Hye-yoon como la hija de Cho Kang-jae (Ep.11).

Apariciones especiales
- Ryu Seung Soo como Yang Sang Ho.
- Park Eun Kyung como Anunciante.

## Banda sonora
- Jeon In Kwon & DOK2 - «It's my world» (그것만이 내 세상).
- Kim Fell - «Ghost In Your Mind» (멀어진다).
- Kang Kyun Sung (Noel) - «Days without you» (그대 없는 날들).
- Jo Sung Mo - «Love To You» (그대로의 사랑).

## Recepción

### Audiencia
En Azul la audiencia más baja y en rojo la más alta, correspondientes a las empresas medidoras TNms y AGB Nielsen.
| Ep. #    | Fecha original de emisión | Share        | Share        | Share       | Share       |
| Ep. #    | Fecha original de emisión | TNmS Ratings | TNmS Ratings | AGB Nielsen | AGB Nielsen |
| Ep. #    | Fecha original de emisión | Nacional     | Seúl         | Nacional    | Seúl        |
| -------- | ------------------------- | ------------ | ------------ | ----------- | ----------- |
| 1        | 15 de diciembre de 2014   | 6.7 %        | 8.6 %        | 6.3 %       | 7.2 %       |
| 2        | 16 de diciembre de 2014   | 6.6 %        | 7.4 %        | 6.8 %       | 7.4 %       |
| 3        | 22 de diciembre de 2014   | 6.7 %        | 7.4 %        | 6.6 %       | 7.6 %       |
| 4        | 23 de diciembre de 2014   | 7.7 %        | 9.2 %        | 7.7 %       | 8.5 %       |
| 5        | 29 de diciembre de 2014   | 7.8 %        | 9.2 %        | 8.7 %       | 9.3 %       |
| 6        | 5 de enero de 2015        | 9.3 %        | 11.6 %       | 9.6 %       | 10.1 %      |
| 7        | 6 de enero de 2015        | 9.8 %        | 12.7 %       | 10.1 %      | 10.7 %      |
| 8        | 12 de enero de 2015       | 9.8 %        | 11.3 %       | 9.2 %       | 9.6 %       |
| 9        | 13 de enero de 2015       | 10.0 %       | 12.3 %       | 9.6 %       | 9.6 %       |
| 10       | 19 de enero de 2015       | 10.8 %       | 12.7 %       | 10.4 %      | 10.8 %      |
| 11       | 20 de enero de 2015       | 11.5 %       | 14.4 %       | 12.3 %      | 13.3 %      |
| 12       | 26 de enero de 2015       | 11.1 %       | 13.7 %       | 11.4 %      | 12.2 %      |
| 13       | 27 de enero de 2015       | 11.9 %       | 15.3 %       | 12.2 %      | 13.5 %      |
| 14       | 2 de febrero de 2015      | 11.2 %       | 13.5 %       | 12.5 %      | 13.8 %      |
| 15       | 3 de febrero de 2015      | 12.4 %       | 15.2 %       | 12.8 %      | 14.0 %      |
| 16       | 9 de febrero de 2015      | 12.1 %       | 14.4 %       | 12.7 %      | 14.2 %      |
| 17       | 10 de febrero de 2015     | 11.9 %       | 14.8 %       | 11.9 %      | 13.1 %      |
| 18       | 16 de febrero de 2015     | 12.7 %       | 15.1 %       | 14.0 %      | 14.7 %      |
| 19       | 17 de febrero de 2015     | 14.8 %       | 17.2 %       | 14.8 %      | 14.9 %      |
| Promedio | Promedio                  | 10.3 %       | 12.4 %       | 10.5 %      | 11.3 %      |

## Premios y nominaciones
| Año  | Premio                                   | Categoría             | Nominado       | Resultado |
| ---- | ---------------------------------------- | --------------------- | -------------- | --------- |
| 2015 | 51st Baeksang Arts Awards                | Mejor drama           | Punch          | Nominado  |
| 2015 | 51st Baeksang Arts Awards                | Mejor actor (TV)      | Kim Rae Won    | Nominado  |
| 2015 | 51st Baeksang Arts Awards                | Mejor actor (TV)      | Cho Jae Hyun   | Nominado  |
| 2015 | 51st Baeksang Arts Awards                | Mejor guionista (TV)  | Park Kyung Soo | Ganador   |
| 2015 | 15th Gwangju International Film Festival | Gran Premio (Daesang) | Cho Jae Hyun   | Ganador   |
| 2015 | 15th Gwangju International Film Festival | Mejor estrella de TV  | Seo Ji Hye     | Ganador   |

## Emisión internacional
- Canadá: All TV.
- Hong Kong: TVB Korean Drama.
- Malasia: One TV Asia.
- Taiwán: Star Chinese y Star Entertainment.